# Siyer-i Nebi
Siyer-i Nebi („Doskonałe życie Proroka”) jest eposem na temat życia Mahometa napisanym przez wirującego derwisza Mustafę ibn Yousufa z Erzurum. Powstał ok. roku 1388. Tekst jest oparty na arabskim dziele Al Waqidiego. Na zlecenie osmańskiego władcy Murada III (1574–1595) zilustrował kaligraf Lüfti Abdullah ów epos. Pracę swą ukończył w roku 1595 za panowania Mehmeda III. Zawiera ono 814 miniatur w sześciu tomach.

## Przykłady ilustracji

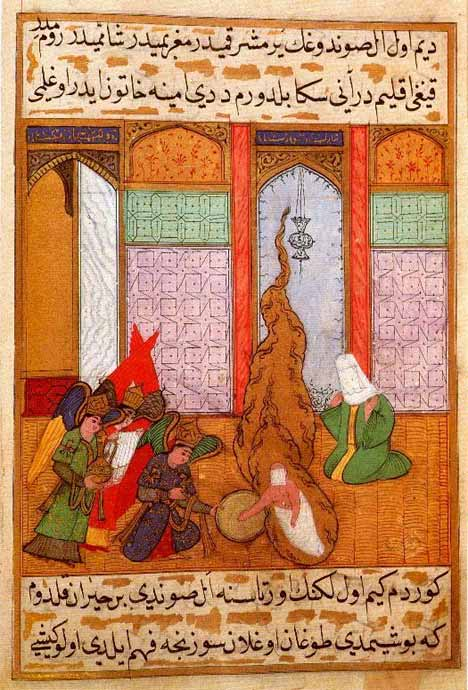
Narodziny Mahometa
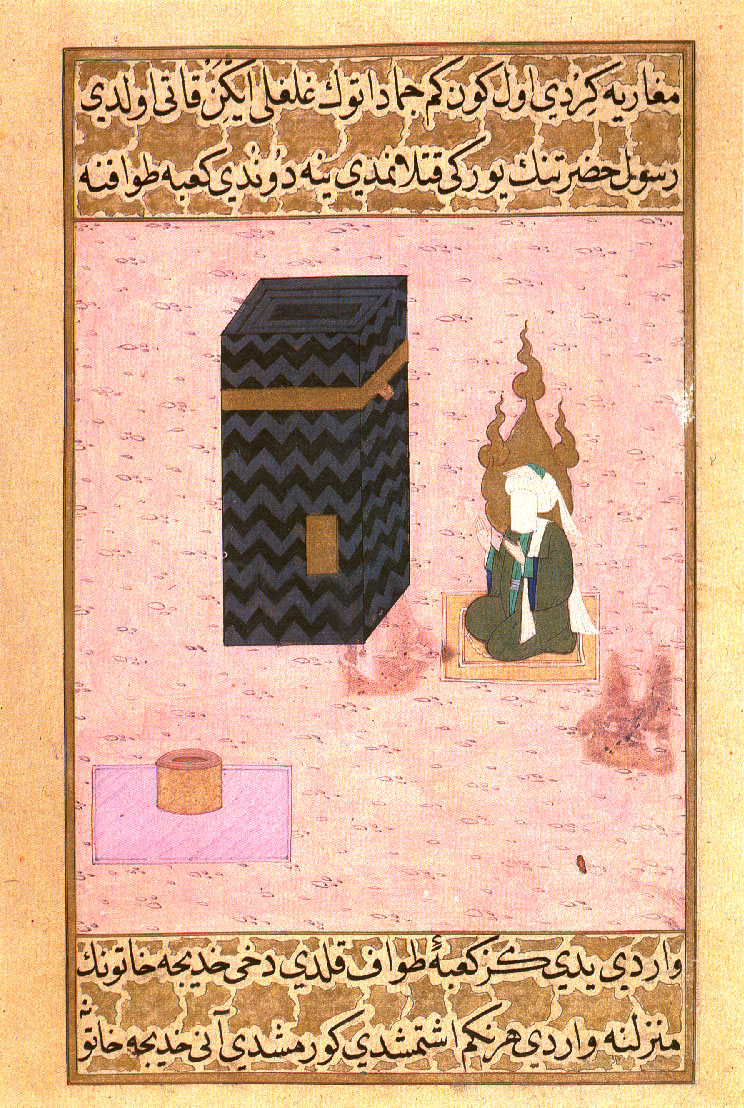
Mahomet przy Kaabie
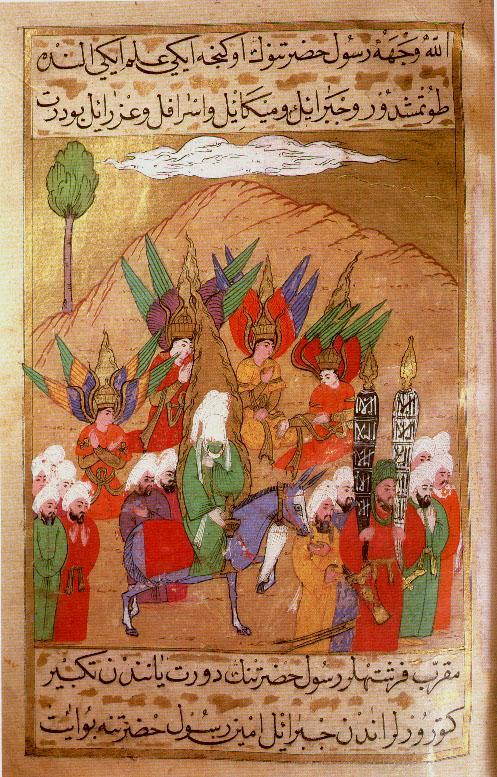
Mahomet w drodze do Mekki razem z archaniołami Gabrielem, Michałem, Izrafelem i Azraelem
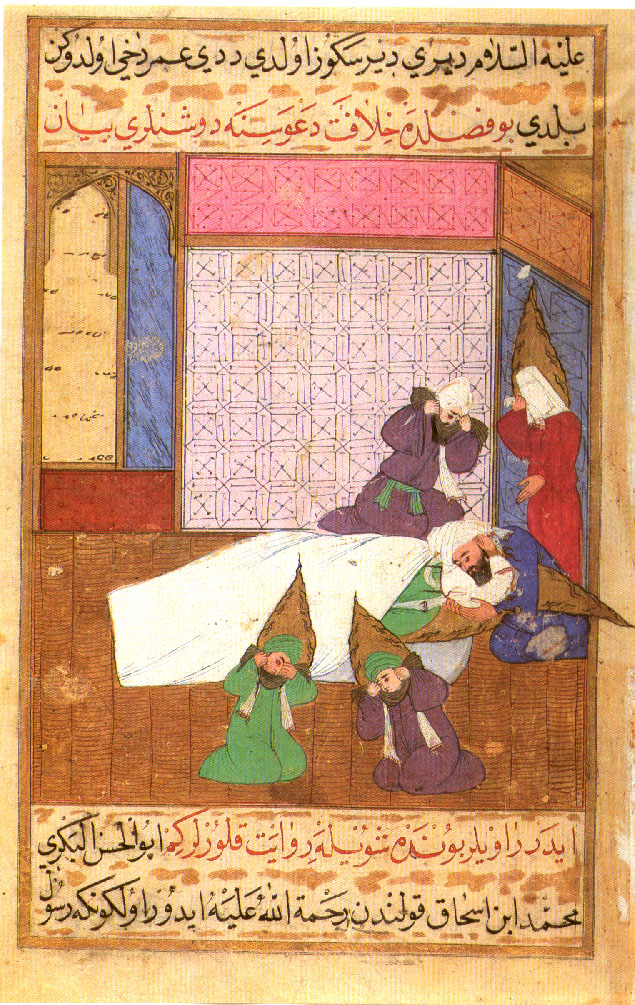
Śmierć Mahometa